# Казе Ил Тронколо (Пиза)
Казе Ил Тронколо је насеље у Италији у округу Пиза, региону Тоскана.
Према процени из 2011. у насељу је живело 17 становника. Насеље се налази на надморској висини од 5 м.